# Гончарова Тетяна Федорівна
Тетяна Федорівна Гончарова (Рудь) (нар. 7 лютого 1955, місто Тернопіль Тернопільської області) — українська радянська діячка, новаторка виробництва, намотувальниця головного підприємства Тернопільського виробничого об'єднання «Ватра» імені 60-річчя Радянської України Тернопільської області. Депутатка Верховної Ради УРСР 10-го скликання.

## Біографія
Народилася в родині військового. Закінчила Тернопільську середню школу № 10. Член ВЛКСМ.
З 1972 по 2002 рік — намотувальниця пускорегулюючих апаратів головного підприємства Тернопільського виробничого об'єднання «Ватра» імені 60-річчя Радянської України Тернопільської області.
У 1992 році закінчила відділ живопису і графіки народного університету мистецтв у місті Москві.
Авторка картин, художніх вишивок.

## Нагороди
- медаль «За трудову доблесть» (1981)